# Regionale CFR
Aceasta este o listă de regionale ale companiei CFR S.A.:
- Regionala CFR Brașov
- Regionala CFR București
- Regionala CFR Cluj
- Regionala CFR Constanța
- Regionala CFR Craiova
- Regionala CFR Galați
- Regionala CFR Iași
- Regionala CFR Timișoara